# GSC3783-336
GSC3783-336 — хімічно пекулярна зоря спектрального класу A, що має видиму зоряну величину в смузі V приблизно  9,9.